# نانسي درو (مسلسل 2019)
نانسي درو (بالإنجليزية: Nancy Drew)‏ هو مسلسل تلفزيوني أمريكي تم بثه على ذا سي دبليو منذ 9 أكتوبر 2019.

## روابط خارجية
- نانسي درو على موقع IMDb (الإنجليزية)
- نانسي درو على موقع ميتاكريتيك (الإنجليزية)
- نانسي درو على موقع روتن توميتوز (الإنجليزية)
- نانسي درو على موقع فيلمافينيتي (الإسبانية)
- نانسي درو على موقع كينوبويسك (الروسية)
- نانسي درو على موقع ألو سيني (الفرنسية)
- نانسي درو على موقع قاعدة بيانات الفيلم (الإنجليزية)